# Harini Nagendra
Harini Nagendra   (Salem, 1972) és una ecologista índia que utilitza la teledetecció per satèl·lit, juntament amb estudis de camp de la biodiversitat, la investigació d'arxiu, l'anàlisi institucional i les entrevistes comunitàries per examinar els factors que configuren la sostenibilitat social-ecològica dels boscos i les ciutats del sud d'Àsia. Les seves àrees d'interès inclouen la sostenibilitat urbana, l'ecologia i el desenvolupament, el canvi en la terra, la biodiversitat i la conservació.

## Biografia
Va néixer el 1972 a Salem, Tamil Nadu. La seva mare era botànica i Nagendra es va inspirar en la seva carrera en el camp de la ciència.
Va acabar el batxiller en ciències a la Universitat de Bangalore el 1992 i el 1995 va fer un màster en ciències biològiques a l'Institut Indi de Ciències. Va acabar el doctorat en Ciències Ecológiques el desembre 1997 al mateix Institut Indi de Ciències.
Des del 2014 és professora de sostenibilitat a la Universitat Azim Premji de Bangalore i coordina el Centre de Sostenibilitat Urbana a l'Índia de la mateixa universitat. L'increment de la crisi global de sostenibilitat motiva a Nagendra a investigar sobre el tema.
Va ser investigadora visitant a la Universitat de Califòrnia, San Diego, el 1998 i investigadora independent entre 2003 i 2013. Ha treballat en diversos contextos en boscos i ciutats del sud d'Àsia i a tot el món. Al 2013 Nagendra va ser professora visitant distingida a la Hubert H Humphrey al Macalester College de Saint Paul (Minnesota).
Té més de 150 publicacions científiques amb el seu nom i sovint escriu sobre la seva recerca en diaris indis i altres fòrums. També es dedica a la recerca internacional, fet que inclou formar part del Comitè directiu del Programa per al Canvi i la Societat d'Ecosistemes i és autora principal en el cinquè Informe IPCC – Grup de Treball III.
El seu llibre Nature in the City: Bengaluru in the Past, Present, and Future (Oxford University Press Índia, 2016) examina la transformació de les interaccions entre les figures humanes a Bangalore des del segle VI fins al present, abordant les implicacions d'aquest canvi per a la sostenibilitat urbana de les ciutats de ràpid creixement en el sud global.

## Premis i distincions
L'any 2006 Nagendra va rebre el Premi Cozzarelli de l'Acadèmia Nacional de Ciències dels Estats Units.
El 2013 va rebre un premi Elinor Ostrom Senior Scholar per la seva investigació i pràctica en qüestions urbanes comunes i el 2017 va obtenir premi Clarivate per la investigació interdisciplinària a l'Índia.